# Henk Blanken
Henk Blanken (Rotterdam, 26 juli 1959) is een Nederlandse journalist en schrijver van boeken over verhalende journalistiek en over het debat rond euthanasie bij mensen met dementie. In Beginnen over het einde (2019) pleit hij voor een ruimere toegang tot euthanasie voor mensen met gevorderde dementie.
Henk Blanken was redacteur van Het Vrije Volk (1980-1987) en de Volkskrant (1987-2003) en adjunct-hoofdredacteur bij Dagblad van het Noorden (2003-2011). Zijn journalistieke werk werd bekroond met Het Gouden Pennetje, de Tegel voor onderzoeksjournalistiek (voor het verhaal over 'Project X' in Haren), de Europese prijs voor gezondheidsjournalistiek en de Groninger persprijs.
In 2011 kreeg hij de diagnose Ziekte van Parkinson. Door die hersenaandoening heeft hij een grotere kans op dementie. Hierover schreef hij als freelance 'correspondent dood en aftakeling' voor De Correspondent (2017-2020) en publiceerde hij longreads in De Groene Amsterdammer, de Volkskrant, The Guardian en Die Welt.
Hij debuteerde als schrijver met Hotel Almere (1996, literaire non-fictie). Daarna verschenen drie boeken over journalistiek, PopUp (2006, met Mark Deuze), Mediamores (2009) en Handboek Verhalende Journalistiek (2014, met Wim de Jong). Een jaar later verscheen het eerste boek over zijn ziekte, Pistoolvinger (2015), dat in 2017 in Duitse vertaling uitkwam, en ook in een geheel herziene en uitgebreide uitgave verscheen als Je gaat er niet dood aan (2018).

## Titels
- Hotel Almere (1996, literaire non-fictie).
- PopUp (2006, met Mark Deuze),
- Mediamores (2009)
- Handboek verhalende journalistiek (2014, met Wim de Jong)
- Pistoolvinger (2015)
- Je gaat er niet dood aan (2018)
- Beginnen over het einde (2019)
- De Vertellers (2022).